# Brantudden (del av Vessölandet, Borgå)
Brantudden är en udde i Finland.   Den ligger i den ekonomiska regionen  Borgå  och landskapet Nyland, i den södra delen av landet, 40 km öster om huvudstaden Helsingfors.
Terrängen inåt land är platt. Havet är nära Brantudden åt sydväst. Runt Brantudden är det ganska tätbefolkat, med 67 invånare per kvadratkilometer. Närmaste större samhälle är Borgå, 7,5 km norr om Brantudden. I omgivningarna runt Brantudden växer i huvudsak blandskog.